# Пюрксі
Пю́рксі (ест. Pürksi küla, швед. Birkas) — село в Естонії, у волості Ляене-Ніґула повіту Ляенемаа.

## Населення
Чисельність населення на 31 грудня 2011 року становила 183 особи.

## Географія
Село розташоване на півострові Ноароотсі (Noarootsi poolsaar) на відстані 35 км від повітового центру Хаапсалу.
Через село проходить автошлях 16122 (Ниммкюла — Аулепа — Естербю).

## Історія
Під час адміністративної реформи 1977 року до території Пюрксі відійшли землі села Кулані, що було ліквідовано.
З 1998 року для Пюрксі затверджена друга офіційна назва шведською мовою — Birkas.
До 21 жовтня 2017 року село входило до складу волості Ноароотсі й було її адміністративним центром.